# WASP-8b
WASP-8b є позасонячною планетою, яку відкрили разом із материнською зорею WASP-8 першого квітня 2008р. в рамках проєкту СуперWASP. Про це вперше було повідомлено Доном Поллакко з Королівського Університету у Белфасті під час Національної Астрономічної Конференції (NAM 2008) КАС.
Густина планети WASP-8b є більшою, аніж густина Юпітера. Дана система розташована на відстані всього 160 св.р. від Землі й є найближчою до нас екзопланетою з усіх планет відкритих на сьогоднішній день в рамках проєкту СуперWASP. Ближче до Землі знаходяться лише планети, що обертають навколо зір HD 17156 та HD 149026.